# 英格蘭中部地區

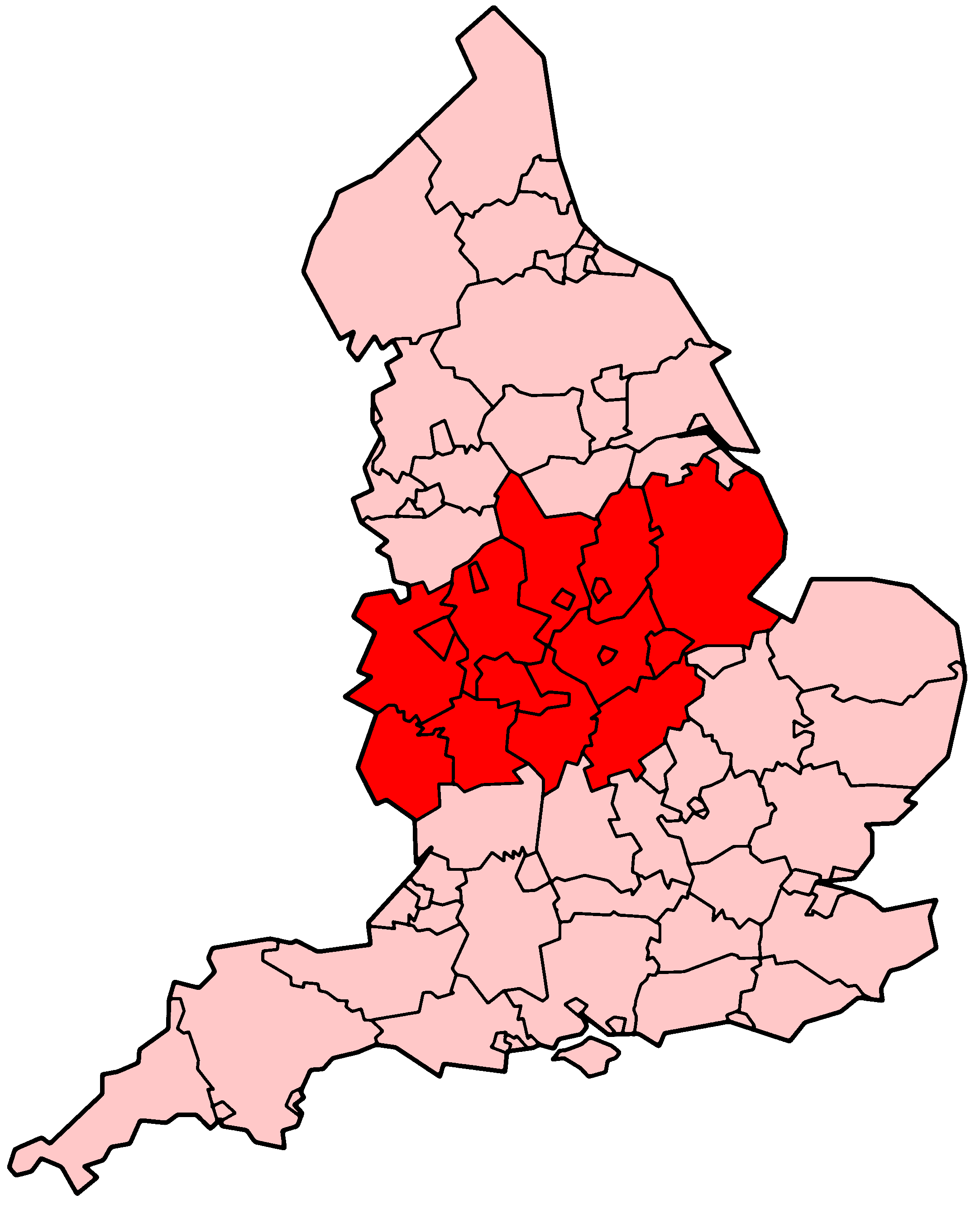
紅色地區是英格蘭中部地區

英格蘭中部地區（英語：The Midlands，或音譯成米德蘭茲）大約相等於七國時代中麥西亞王國的範圍，為東英格蘭、北英格蘭、威爾斯和南英格蘭所包圍。
在行政區劃而言可以分為東米德蘭和西米德兰。